# 長良神社 (館林市赤生田本町)
長良神社（ながらじんじゃ）は、群馬県館林市の神社。

## 歴史
創建年代は不明である。ただ館林藩が編纂した幕末の地誌『封内経界図誌』に記載されていることから、その頃には既に存在していたものと推測される。永明寺が別当寺であった。
1913年（大正2年）の神社合祀により、近くの18社（摂末社含む）が合祀された。

## 交通アクセス
- 路線バス館林インター前停留所より徒歩16分。